# 罗杰·科曼
罗杰·威廉·科曼（英語：Roger William Corman，1926年4月5日—2024年5月9日），美国男独立电影制片人、导演和演员。主要制作B级片，在1950年代至1990年代間擁有極多的產量，為此有著“B级片之王”之称。他改编的爱伦·坡作品电影很受欢迎。2009年，他被授予奥斯卡荣誉奖。
科曼指导过许多年轻电影导演和演员，例如弗朗西斯·科波拉、朗·侯活、马丁·斯科塞斯、詹姆斯·卡梅隆和杰克·尼科尔森。
科曼还在很多电影中客串过小角色，包括《教父2》（1974年）、《沉默的羔羊》（1991年）、《费城故事》（1993年）、《阿波罗13号》（1995年）和《戰略迷魂》（2004年）。有关科曼生活和职业生涯的纪录片2011年在圣丹斯和戛纳电影节首映，导演为亚历克斯·斯特普尔顿。在圣丹斯放映后影片的电视转播权卖给A&E IndieFilms。

## 作品列表

### 1950年代
- 1954：《海底來的怪物》-監製，演員（Tommy，未掛名）
- 1955：《江湖五霸》-導演，監製
- 1955：《千眼怪獸》-導演（未掛名）
- 1955：《阿帕齊女人》-導演
- 1955：《人間地獄》-導演
- 1955：《怒燄飛車》-監製，汽車特技（未掛名），演員（警官，未掛名）
- 1956：《奧克拉荷馬女人》-導演
- 1956：《怪物征服世界》-導演
- 1956：《槍手喋血記》-導演
- 1956：《沼澤女》-導演
- 1957：《赤裸天堂》-導演，演員（上班族）
- 1957：《狂歡搖滾》-導演
- 1957：《地外生物》-導演
- 1957：《蟹魔入侵》-導演
- 1957：《未亡靈》-導演
- 1957：《搖滾夜不停》-導演
- 1957：《少年玩偶》-導演
- 1957：《女生聯誼會》-導演
- 1957：《維京的女性和她們的大海蛇水域航行的故事》-導演
- 1958：《我，黑幫》-導演
- 1958：《血獸之夜》-監製
- 1958：《衛星大戰》-導演，演員（Ground Control）
- 1958：《機關槍凱利》-導演
- 1958：《火辣汽車女郎》-演員（發現筆記的警察，未掛名）
- 1958：《穴居少年》-導演
- 1958：《吶喊小殺手》-演員（電視卡車男人Joe，未掛名）
- 1958：《鯊礁神女》-導演
- 1959：《血流成河》-導演
- 1959：《致命水蛭》-執行製片人
- 1959：《黃蜂女》-導演，演員（醫生，未掛名）

### 1960年代
- 1960：《滑雪驚魂》-導演，演員（進入小屋的德國士兵，未掛名）
- 1960：《血戰孤島》-演員（山頂上的士兵，未掛名）
- 1960：《厄舍古廈的倒塌》-導演
- 1960：《恐怖小店》-導演
- 1960：《地球上最後一個女人》-導演
- 1961：《阿特拉斯對戰獨眼巨人》-導演，演員（希臘士兵，未掛名）
- 1961：《魔海來的怪物》-導演，吊桿麥克風操作員（未掛名）
- 1961：《陷坑與鍾擺》-導演
- 1962：《過早埋葬》-導演
- 1962：《入侵者》-導演
- 1962：《愛倫坡怪談》-導演
- 1962：《倫敦塔》-導演
- 1963：《年輕賽手們》-導演
- 1963：《魔鴉》-導演
- 1963：《古堡驚魂》-導演
- 1963：《鬧鬼的宮殿》-導演
- 1963：《X：有透視眼的男人》-導演
- 1963：《癡呆症》-監製
- 1964：《紅死病》-導演
- 1964：《秘密入侵》-導演
- 1964：《萊姬婭之墓》-導演
- 1965：《史前星球之路》-監製
- 1966：《野幫伙》-導演
- 1966：《大屠殺》-監製，演員（Antonio Sordi，未掛名）
- 1967：《惡魔的天使》-監製
- 1967：《歸鄉路遙》-導演（未掛名）
- 1967：《情人節大屠殺》-導演
- 1967：《迷途》-導演
- 1968：《目標》-監製
- 1968：《狂野賽車手》-導演（未掛名）
- 1969：《虛幻仙子迷幻情》-導演（未掛名）
- 1969：《奇案大行動》-導演

### 1970年代
- 1970：《狂殺十萬里》-導演，監製[註 1]
- 1970：《鄧尼奇驚魂》-監製
- 1970：《Gas-s-s-s》-導演
- 1971：《神鷹大作戰》-導演
- 1972：《冷血霹靂火》-監製
- 1973：《甜蜜的殺戮》-監製
- 1974：《監獄風雲錄》-監製
- 1974：《鬥雞》-監製
- 1974：《競技場》-監製
- 1974：《教父2》-演員（參議員#2，未掛名）
- 1975：《亡命賽車2000》-監製
- 1976：《炮彈》-演員（檢察官）
- 1976：《狂戰》-監製
- 1976：《望塵莫及》-監製
- 1977：《瘋狂戀愛跑天下》-監製
- 1978：《死亡運動》-導演（未掛名），監製
- 1978：《食人魚》-監製
- 1979：《搖滾學校》-監製

### 1980年代
- 1980：《世紀爭霸戰》-監製
- 1981：《破膽三次》-演員（在電話亭的人，未掛名）
- 1981：《天河地獄門》-監製
- 1981：《斯莫基碰壁》-監製
- 1982：《突變異種》-監製
- 1983：《地球侵略群》-監製
- 1983：《春宵金粉夢》-監製（未掛名）
- 1984：《小迷糊的情淚》-演員（Mr. MacBride）
- 1987：《超級奇兵》-監製
- 1987：《睡衣派對大屠殺2》-監製
- 1987：《分身小綠妖》-監製
- 1988：《安迪科爾比難以置信的冒險》-監製
- 1989：《死亡化妝舞會》-監製
- 1989：《魔由心生》-監製

### 1990年代
- 1990：《睡衣派對大屠殺3》-監製
- 1991：《沉默的羔羊》-演員（FBI局長Hayden Burke）
- 1991：《異形怪胎》-監製
- 1992：《殺手本能》-監製
- 1993：《雷克斯暴龍》-監製
- 1993：《Dracula Rising》-監製
- 1993：《滑板小子》-監製
- 1993：《藏屍袋》-演員（Dr. Bregman）
- 1993：《費城》-演員（Mr. Laird）
- 1994：《異形怪胎2》-監製
- 1994：《毀滅天使》-監製
- 1994：《Hellfire》-監製
- 1995：《黄蜂女》-監製
- 1995：《阿波羅13號》-演員（國會議員）
- 1995：《重返侏儸紀》-監製
- 1995：《一桶血》-監製
- 1996：《再闯侏罗纪3》-監製
- 1999：《The Shepherd》-監製

### 2000年代
- 2000：《驚聲尖叫3》-演員（工作室經理人）
- 2001：《飛天暴龍》-監製
- 2002：《神鬼競技場》-監製
- 2004：《大暴龍》-監製
- 2006：《黑鷹追緝令》-監製
- 2006：《黑鷹追緝令2》-監製
- 2007：《追擊巨鱷》-監製
- 2008：《絕命尬車》-執行製片人

### 2010年代
- 2010：《特禽鯊龍》-監製
- 2010：《暴鱷戰超鱷》-監製
- 2010：《八爪狂鯊》-監製，演員（在海灘上的男子，未掛名）
- 2011：《絕命尬車2》-執行製片人
- 2012：《龍蛇》-監製
- 2013：《絕命尬車3：地獄》-執行製片人
- 2014：《狙擊行動》-監製
- 2014：《猛龍追擊8小時》-監製
- 2015：《章鯊戰鯨狼》-監製
- 2017：《亡命賽車2050》-監製

## 延伸阅读
- Robert M. Price. "Cormanghast: The Poe Films of Roger Corman". Parts14 (Nov 1997), 3-14, 20.

## 備註
1. ↑  科曼曾表示，《狂殺十萬里》是他的最愛的電影之一[7]。